# Alfonso Montemayor
Alfonso "Capi" Montemayor Crespo (ur. 28 kwietnia 1922 w Ciudad Victoria, zm. 23 listopada 2012 w Leónie) – meksykański piłkarz występujący na pozycji środkowego obrońcy.

## Kariera klubowa
Montemayor urodził się w mieście Ciudad Victoria jako najmłodszy z pięciu braci w rodzinie o tradycjach sportowych. Jako nastolatek wielokrotnie reprezentował stan Tamaulipas w lekkoatletyce, baseballu i piłce nożnej. Zaczynał występy na pozycji napastnika, lecz później został przekwalifikowany na obrońcę. W wieku 21 lat razem ze swoim kolegą Raúlem Varelą został zaproszony przez Sebastiána Martíneza, prezesa nowo założonego zespołu piłkarskiego Club León, do gry w tej drużynie. Mimo ofert z zespołów takich jak Club América czy ADO zdecydował się zaakceptować propozycję i w nowej ekipie zadebiutował 7 maja 1944 w wygranym 5:1 spotkaniu kwalifikacyjnym z Atlasem, dzięki któremu León otrzymał zgodę na występy w najwyższej klasie rozgrywkowej. Od razu został kluczowym piłkarzem i liderem zespołu, tworząc podstawowy duet stoperów z Antonio Battaglią, z którym do końca życia przyjaźnił się również prywatnie. Słynny incydent miał miejsce 9 maja 1946, kiedy to podczas ligowego spotkania z Américą uratował życie argentyńskiemu napastnikowi rywali, Florencio Caffarattiemu, który nieopatrznie dotknął linii energetycznej za jedną z bramek. Na znak wdzięczności otrzymał później od niego pamiątkową monetę, a sam Caffaratti po zakończeniu sezonu przeniósł się do hiszpańskiego FC Barcelona.
Montemayor zdobył z Leónem wicemistrzostwo kraju, natomiast w latach 1948, 1949 i 1952 wywalczył trzy tytuły mistrza Meksyku. W 1948 roku triumfował w rozgrywkach krajowego superpucharu, Campeón de Campeones, a w 1949 zdobył krajowy puchar, Copa México. W 1952 i 1953 roku zajmował z Leónem drugie miejsce odpowiednio w superpucharze i pucharze Meksyku. Ogółem barwy Leónu reprezentował przez niemal dziesięć lat, jest uznawany za legendę i symbol klubu oraz idola kibiców, niezmiennie występując z numerem 3 na koszulce i będąc kapitanem zespołu w okresie jego największych sukcesów. Karierę piłkarską zakończył w wieku 35 lat w drugoligowym Club San Sebastián de León, trapiony kontuzjami kolana.

## Kariera reprezentacyjna
W 1947 roku Montemayor został powołany do reprezentacji Meksyku przez węgierskiego selekcjonera György Ortha na mistrzostwa NAFC, będących wówczas oficjalnymi mistrzostwami Ameryki Północnej. W kadrze narodowej zadebiutował właśnie podczas tych rozgrywek, 13 lipca 1947 w wygranym 5:0 spotkaniu z USA, a jego drużyna, w której pełnił rolę kapitana, triumfowała ostatecznie w tym turnieju. W 1950 roku znalazł się w składzie meksykańskiej reprezentacji ogłoszonym przez szkoleniowca Octavio Viala na mistrzostwa świata w Brazylii, po uprzedniej grze w kwalifikacjach do światowego czempionatu. Na mundialu ponownie był kapitanem swojej drużyny, lecz wystąpił tylko w pierwszym spotkaniu, z Brazylią (0:4), kiedy to przez niemal cały mecz grał ze złamanym żebrem. Z powodu tej kontuzji nie wybiegł na boisko w dwóch kolejnych pojedynkach; w roli lidera zastąpił go Horacio Casarín, a jego kadra po trzech porażkach zajęła ostatnie miejsce w grupie. W 1952 roku rozegrał jeszcze trzy spotkania w mistrzostwach panamerykańskich, a w 1954 roku był bliski występu na mistrzostwach świata w Szwajcarii, lecz ostatecznie nie został powołany na mundial z powodu kontuzji.
Od 1948 roku był żonaty z Aurą Gómez, mieli piątkę dzieci – Alfonso, Gerardo, Guillermo, Jesúsa i Maríę. Zmarł w wieku 90 lat, po kilku dniach hospitalizacji, w wyniku powikłań nerkowych.